# Papua Nya Guineas flagga
Papua Nya Guineas flagga är diagonalt delad i ett svart och ett rött fält. I det inre-nedre svarta fältet finns fem vita stjärnor, och i det röda fältet finns en gul (gyllene) kumul eller paradisfågel. Flaggan antogs den 1 juli 1971. Proportionerna är 3:4.

## Symbolik
Svart och rött är vanliga färger i det lokala konsthantverket. Färgerna svart och rött anknyter dessutom till de tyska kejserliga färgerna, vilket påminner om att området var en tysk koloni före första världskriget.
De vita stjärnorna i det svarta fältet är de fem stjärnorna i stjärnbilden Södra korset, och kan även knytas till en nationell legend om fem systrar. Stjärnorna står även för de nära banden till Australien som har samma stjärnbild i sin flagga. Papua Nya Guinea var ett FN-mandatområde under australiensisk kontroll fram till 1975.
Paradisfågeln är en nationalsymbol sedan länge; dess fjädrar används ofta i traditionella kläder och ceremonier.

## Historik
Inför Papua Nya Guineas självständighet skapades en trikolor i färgerna blått, gult och grönt med Södra korsets stjärnbild och nationalsymbolen kumul. Den kommitté som arbetade med de konstitutionella aspekterna av självständigheten presenterade förslaget för befolkningen under en omfattande resa i januari/februari 1970. Förslaget blev inte särskilt väl mottaget, och man beslöt därför att istället använda en kraftigt omarbetad version av flaggan. Den nya versionen formgavs av 15-åriga Susan Karike, och presenterades för nationalförsamlingen den 4 mars 1971. Flaggan behölls när Papua Nya Guinea vann självständighet 1975.

## Provinsernas flaggor
Var och en av Papua Nya Guineas 20 provinser samt den autonoma regionen Bougainville och huvudstadsdistriktet har egna flaggor.

Bougainville
Central
East New Britain
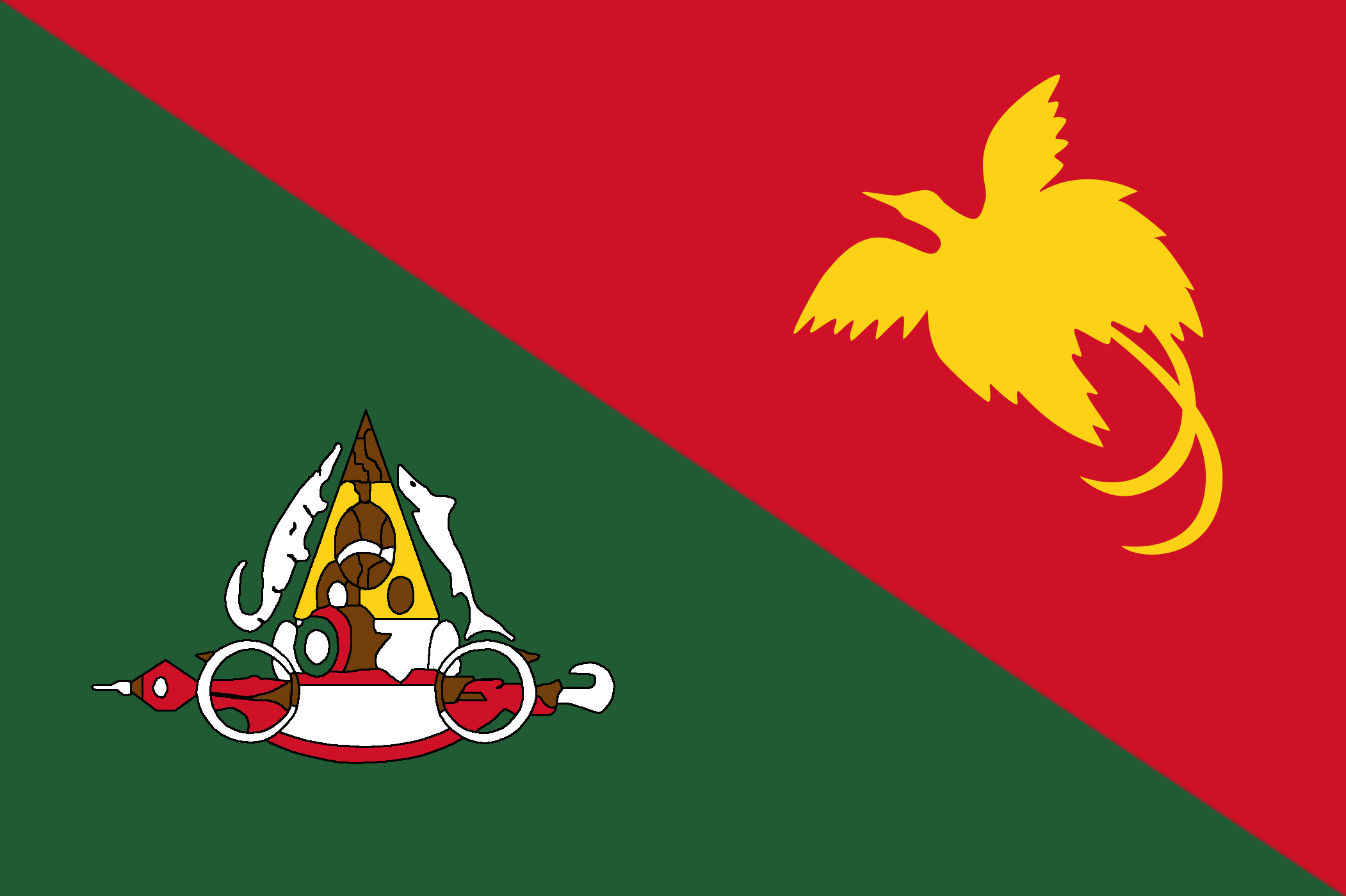
East Sepik
Eastern Highlands
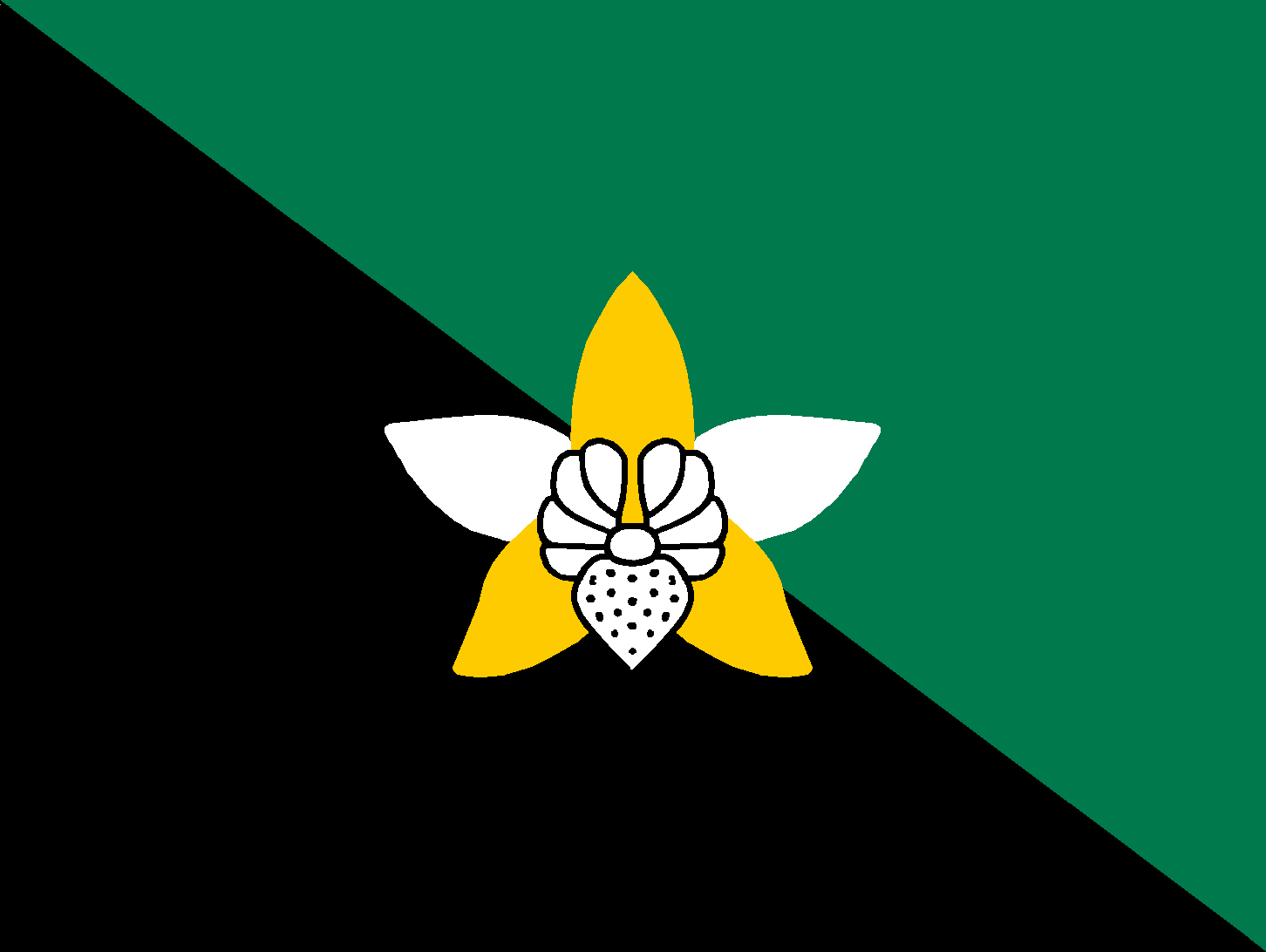
Enga
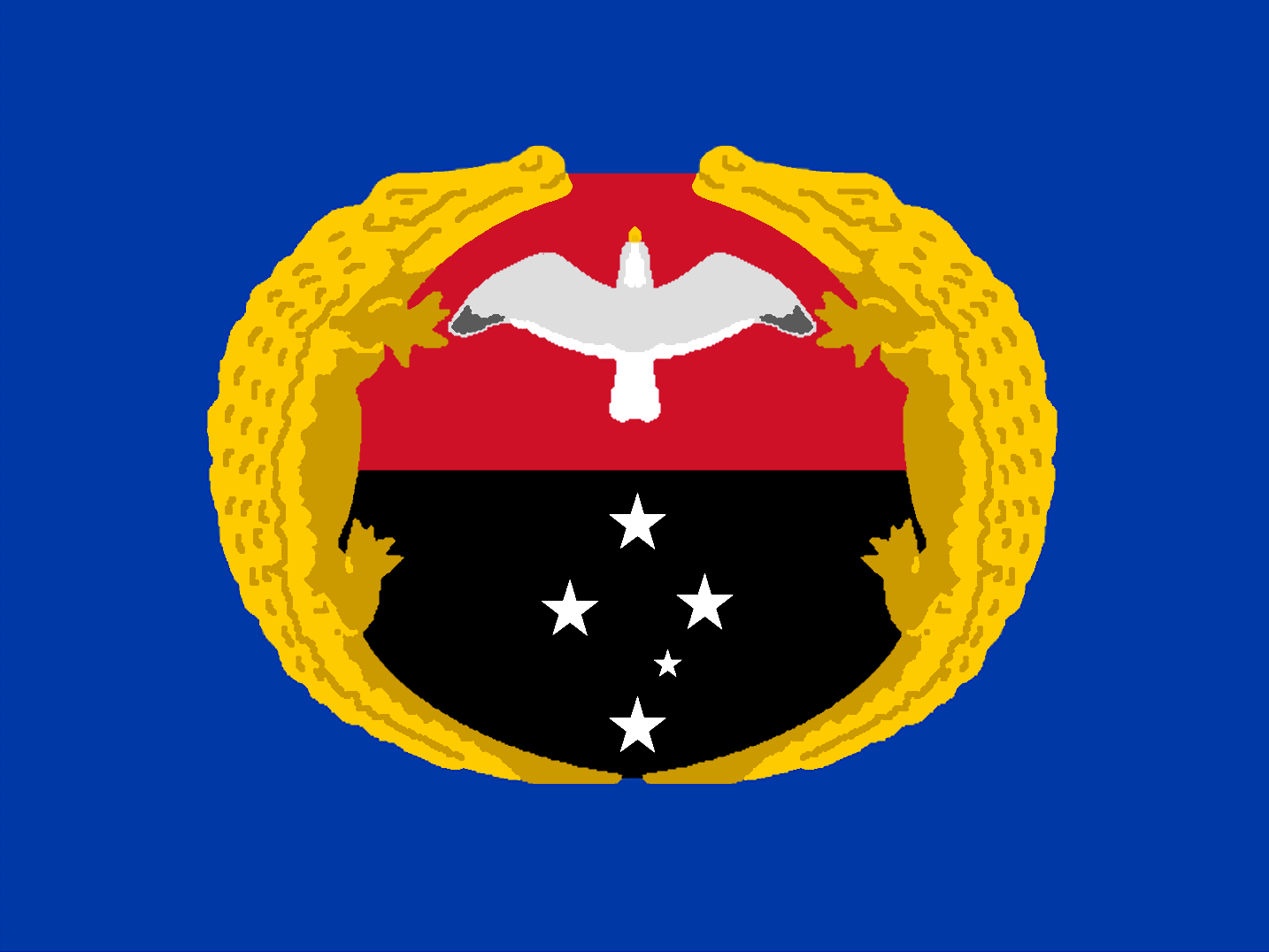
Gulf
Hela
Jiwaka
Madang
Manus
Milne Bay
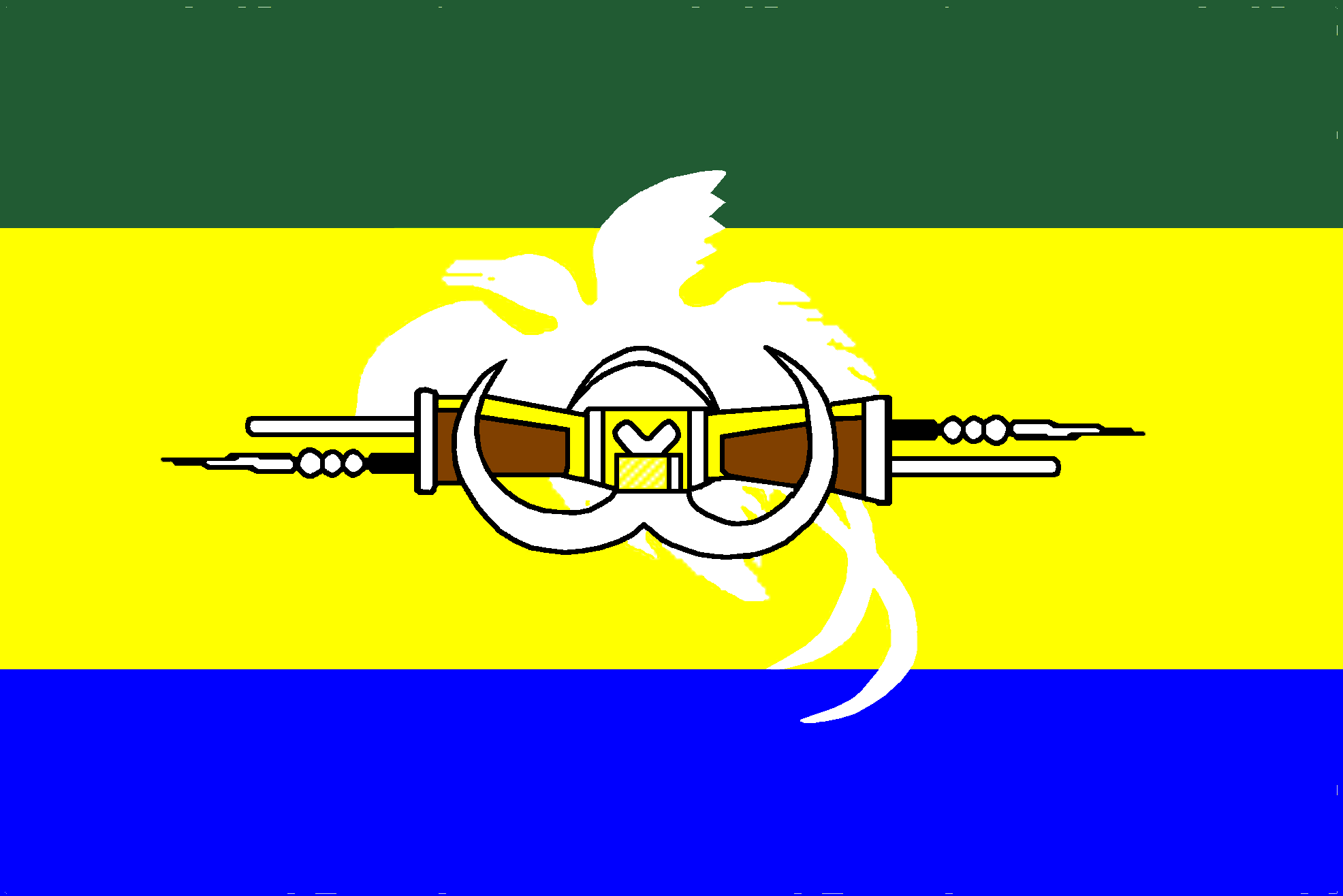
Morobe
National Capital District
New Ireland
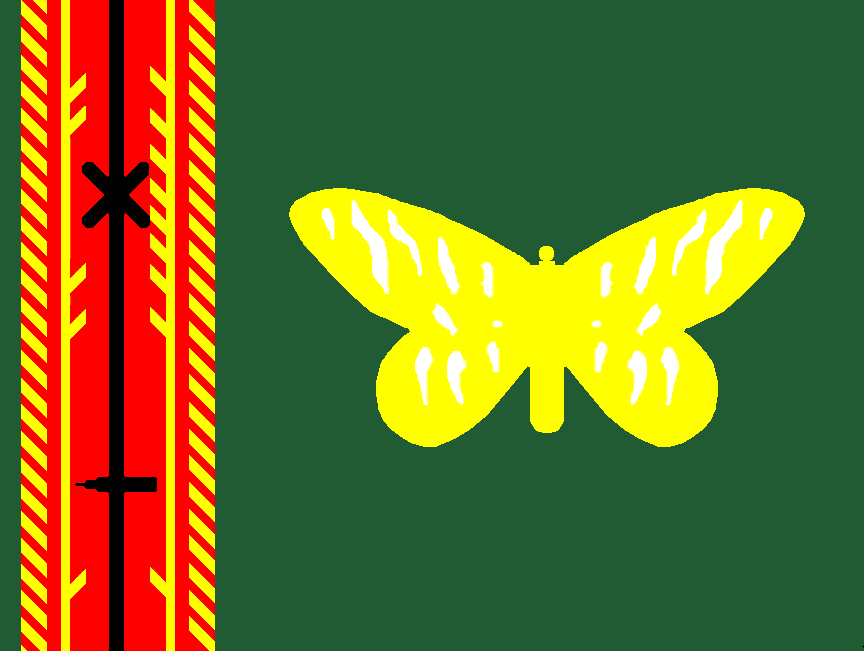
Oro
Sandaun
Simbu
Southern Highlands
West New Britain
Western
Western Highlands